# Нагаур
Нагаур (гінді नागौर) — місто у центральній частині індійському штаті Раджастхан. Є адміністративним центром однойменного округу.

## Географія
Місто розташовано на південний схід від міста Біканер та на північний схід від Джодхпура.

### Клімат
Місто знаходиться у зоні, котра характеризується кліматом напівпустель. Найтепліший місяць — червень із середньою температурою 34 °C (93.2 °F). Найхолодніший місяць — січень, із середньою температурою 16 °С (60.8 °F).
| Клімат Нагаура          | Клімат Нагаура | Клімат Нагаура | Клімат Нагаура | Клімат Нагаура | Клімат Нагаура | Клімат Нагаура | Клімат Нагаура | Клімат Нагаура | Клімат Нагаура | Клімат Нагаура | Клімат Нагаура | Клімат Нагаура | Клімат Нагаура |
| Показник                | Січ.           | Лют.           | Бер.           | Квіт.          | Трав.          | Черв.          | Лип.           | Серп.          | Вер.           | Жовт.          | Лист.          | Груд.          | Рік            |
| Середній максимум, °C   | 24,2           | 26,9           | 32,6           | 37,7           | 41,1           | 40,1           | 35,7           | 33,5           | 34,9           | 35,4           | 30,3           | 25,8           | 33,2           |
| Середня температура, °C | 16             | 18,7           | 24,3           | 29,9           | 33,9           | 34             | 31,1           | 29,4           | 29,5           | 27,3           | 21,7           | 17,2           | 26,1           |
| Середній мінімум, °C    | 7,8            | 10,6           | 16,1           | 22             | 26,6           | 27,9           | 26,5           | 25,3           | 24,1           | 19,3           | 13,1           | 8,7            | 19             |
| Норма опадів, мм        | 3.5            | 5.1            | 4.1            | 6.7            | 10.9           | 41.5           | 142.9          | 123.1          | 59.4           | 6.8            | 5.1            | 2.1            | 411.4          |
| ----------------------- | -------------- | -------------- | -------------- | -------------- | -------------- | -------------- | -------------- | -------------- | -------------- | -------------- | -------------- | -------------- | -------------- |
| Джерело: Weatherbase    |                |                |                |                |                |                |                |                |                |                |                |                |                |